# Юсуп Арыков
Юсуп Арыков (баш. Йосоп Арыҡов) — башкирский феодал Дуванской волости волости Сибирской дороги, активный участник и один из предводителей Башкирского восстания 1735—1740 годов. Мулла, батыр.

## Участие в башкирских восстаниях
С августа 1735 года по январь 1736 года Юсуп Арыков возглавлял отряды повстанцев Сибирской дороги при осаде и взятии Верхояицка.
12 января 1736 года отряд Арыкова нанёс поражение Сибирскому драгунскому полку под командованием полковника Арсеньева.
В январе—феврале 1736 года, под его руководством башкиры участвовали в сражениях с правительственными полками А. И. Тевкелева и Мартанова. Повстанцы выдвигали следующие требования:

Намерение имеют Юсуп и протчие башкирцы представлять генералу Татищеву, чтоб с Чебаркуля крепость снесть и на Верх-Яицкой пристани города не строить, и, кроме их, башкирцов, никто на их землях не жил, и чтоб мещеряков и чуваш из их земель выслать и оставить им их земли по-прежнему с покоем. Притом же Куваканской волости Бепеня-мулла выговаривал тем башкирцем, которые де живут близь сибирских слобод и повинную принесли и были у присяги; вы де без нашего мирского совету поспешили повинную принесть и присягали, а нам де уж таперя ни о чем говорить нельзя, а кабы вы де обще с нами пошли, и что нам надобно, мы бы ж свои слова лутче говорили— Сказка калмыка Бурана, посланного от Юсупа Арыкова, В. Н. Татищеву и А. И. Тевкелеву
В октябре 1736 года «для ведения переговоров» по приглашению В. Н. Татищева Юсуп Арыков прибывает в крепость Кызылташ. Он выдвигает Татищеву, совместно с другими видными предводителями восстания Сибирской дороги, следующие условия:

«1) Чтоб Чебаркульскую крепость разорить; на оное я сказал, что указа не имею и обесчать не смею, а после окончания присяги приму от них челобитную; 2) Чтоб их полонеников всех отдали; ответствовал: когда они, по объявленному указу, исполнят, то им всех, которые есть здесь и не кресчены, тех отдам, однакож розданные робятя все кресчены и взятые на воровствах казнены, многия же посланы в Петерсбург; 3) Чтоб провиант в Оренбург отпусчать впредь степью; оное обесчано, токмо б они от Казачьей орды довольно людей для провожения давали; 4) Что лошадей и скот, взятой у руских, им всего собрать неможно, для того что поели, и с тех взять нечего. Ответ: чтоб колико можно собрали и привели, а о достальном по тем милости у е.в. просили; 5) Чтоб черемис и протчих, кои из найму на их землях жили и к возмусчению большую причину воровством и клеветами подали, им выслать. Ответ: чтоб до указа е.в. отнюдь не высылали, но пустили их жить в преждние места. Однакож я мню, чтоб их лучше вывести и дать им земли по Оренбургской дороге и около Табола, то они вечно в согласии не будут, и они набеги Казачьи орды принуждены будут пресекать; 6) Просят указов простительных во все волости, которой написав, дал им копию»— Письмо В. Н. Татищева А. И. Румянцеву

Но после переговоров он был арестован. Долгое время содержался в Екатеринбурге, затем отправлен в Мензелинск. Татищев направил своего представителя к Бепене Торопбердину, который сообщил, что желает сложить оружие. Однако по прибытии послу им было заявлено: 
«и де ныне, покамест Юсупа не отпустит, к присяге с повинною никуда не пойду. А как ево, Юсупа, отпустят, тогда пойду»
В 1738 году Юсупа Арыкова отправляют в С.-Петербург. Дальнейшая его судьба неизвестна.